# Валенса (мікрорегіон)
Валенса (порт. Microrregião de Valença) — мікрорегіон в Бразилії, входить в штат Баїя. Складова частина мезорегіону Південь штату Баїя. Населення становить 243 054 чоловік на 2005 рік. Займає площу 5668,103 км². Густота населення — 42,9 чол./км².

## Склад мікрорегіону
До складу мікрорегіону включені наступні муніципалітети:
1. Кайру
2. Камаму
3. Іграпіуна
4. Ітубера
5. Марау
6. Нілу-Песанья
7. Піраї-ду-Норті
8. Презіденті-Танкредо-Невіс
9. Тапероа
10. Валенса

| Бразилія | Це незавершена стаття з географії Бразилії. Ви можете допомогти проєкту, виправивши або дописавши її. |